# Admergill Water
Das Admergill Water ist ein Wasserlauf in Lancashire, England. Es entsteht südwestlich des Weets Hill und fließt in südlicher Richtung, bis er bei seinem Zusammentreffen mit dem Castor Gill das Blacko Water bildet.